# Лимски метрополитен
Лимският метрополитен (на испански: Metro de Lima) е метросистемата в град Лима, Перу. Метрото е пуснато в експлоатация на 18 януари 2003 г.
Той се състои от първа линия, разположена в южната част на градаq и няколко линии в процес на изграждане и проектиране в Голяма Лима. Първата част от линията, след строителството през 1997 г., е открита само за тестова експлоатация през 2001 – 2002 г. и за редовна експлоатация през 2003 г. Работата по удължаване на линията продължава от март 2010 г., а откриването на цялата линия е на 5 април 2012 г. Лимският метрополитен се нарежда до най-малките метрополитени в света.

## Инфраструктура
Съществуващата система на метрото е три пъти по-бърза от предшественика си (железниците в рамките на града) и благодарение на високотехнологичното оборудване е много по-безопасна и по-удобна. Депото се намира в окръга Вил ел Салвадор. За управление на метрото се използва хидроелектрическа енергия. Движението на влаковете е от лявата страна.

## Линии и станции
Лимското метро има 1 линия със 7 станции.
| Картинка | Станция             | Откриване      |
| -------- | ------------------- | -------------- |
|          | Атоконго            | 18 януари 2003 |
|          | Сан Хуан            | 18 януари 2003 |
|          | Мария Ауксилиадора  | 18 януари 2003 |
|          | Виля Мария          | 18 януари 2003 |
|          | Пумакауа            |                |
|          | Парк на индустрията | 18 януари 2003 |
|          | Вила ел Салвадор    | 18 януари 2003 |